# James Currey
La James Currey è una casa editrice britannica fondata da James Currey nel 1984 a Melton nel Suffolk. È specializzata in pubblicazioni accademiche riguardanti numerosi aspetti della cultura africana: dall'antropologia all'archeologia, dalla storia e dalle scienze sociali all'economia, dagli studi di letteratura a quelli sul cinema. Tra gli autori si ricordano anche i nomi di  Bethwell Ogot e di Ngũgĩ wa Thiong'o.